# Världsmästerskapen i nordisk skidsport 1937
Världsmästerskapen i nordisk skidsport 1937 ägde rum i Chamonix i Frankrike mellan den 12 och 18 februari 1937.

## Längdåkning herrar

### 18 kilometer
14 februari 1937
| Medalj | Tävlande                | Tid     |
| Guld   | Lars Bergendahl, Norge  | 1:11.24 |
| Silver | Kalle Jalkanen, Finland | 1:12.35 |
| Brons  | Pekka Niemi, Finland    | 1:13.48 |

### 50 kilometer
16 februari 1937
| Medalj | Tävlande                 | Tid     |
| Guld   | Pekka Niemi, Finland     | 3:36.58 |
| Silver | Annar Ryen, Norge        | 3:43.59 |
| Brons  | Vincenzo Demetz, Italien | 3:46.39 |

### 4 × 10 kilometer stafett
18 februari 1937
| Medalj | Lag                                                                               | Tid     |
| ------ | --------------------------------------------------------------------------------- | ------- |
| Guld   | Norge (Annar Ryen, Oskar Fredriksen, Sigurd Røen, Lars Bergendahl)                | 3:06.07 |
| Silver | Finland (Pekka Niemi, Klaes Karppinen, Juho 'Jussi' Kurikkala, Kalle Jalkanen)    | 3:07.04 |
| Brons  | Italien (Giulio Gerardi, Aristide Compagnoni, Silvio Confortola, Vincenzo Demetz) | 3:08.48 |

## Nordisk kombination, herrar

### Individuellt
12 februari 1937
| Medalj | Tävlande               | Poäng  |
| Guld   | Sigurd Røen, Norge     | 441,10 |
| Silver | Rolf Kaarby, Norge     | 429,20 |
| Bronze | Aarne Valkama, Finland | 412,10 |

## Backhoppning, herrar

### Stora backen
12 februari 1937
| Medalj | Tävlande               | Poäng |
| Guld   | Birger Ruud, Norge     | 233,8 |
| Silver | Reidar Andersen, Norge | 231,4 |
| Bronze | Sigurd Sollid, Norge   | 225,7 |

## Medaljligan
| Pl. | Nation  | Guld | Silver | Brons | Totalt |
| --- | ------- | ---- | ------ | ----- | ------ |
| 1   | Norge   | 4    | 2      | 1     | 7      |
| 2   | Finland | 1    | 3      | 2     | 6      |
| 3   | Italien | 0    | 0      | 2     | 2      |